# Kenji Kawai

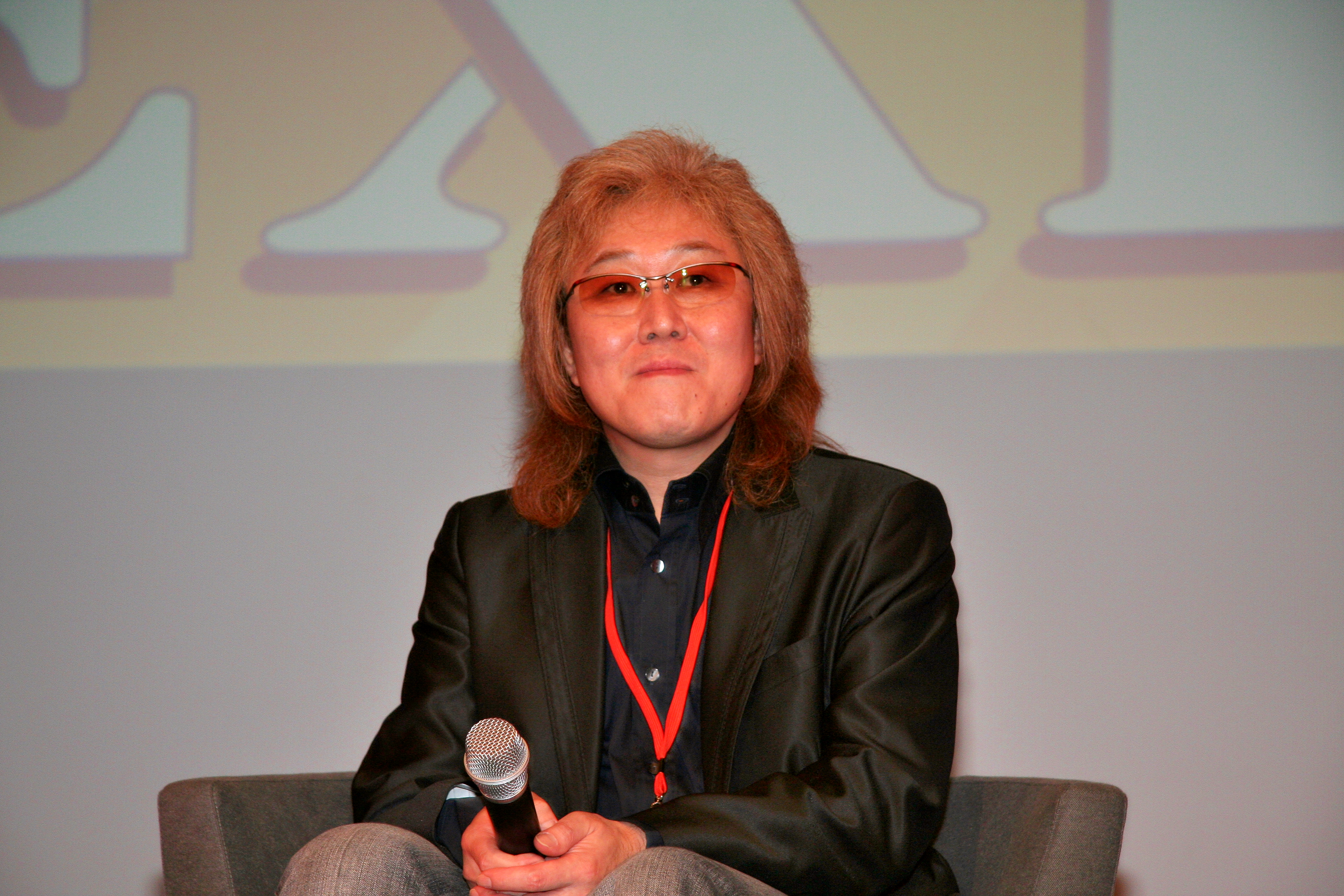
Kenji Kawai auf der Manga Expo 2007 in Paris

Kenji Kawai (jap. 川井 憲次, Kawai Kenji; * 23. April 1957 in Shinagawa, Tokio, Japan) ist ein japanischer Komponist, der Musik für Kinofilme, Computerspiele, Anime- und Fernsehproduktionen komponiert. Unter anderem steuerte er die Musik zu Mamoru Oshiis Filmen Ghost in the Shell und Avalon – Spiel um dein Leben sowie Hideo Nakatas Ringu und Ip Man bei.
Am 9. Januar 2020 wurde ein Asteroid nach ihm benannt: (117582) Kenjikawai.

## Werke (Auswahl)
Kawai wirkte unter anderem an folgenden Projekten mit:
- 1986: Maison Ikkoku (Anime-Serie)
- 1987: Akai Megane (Realfilm)
- 1988: Kidō Keisatsu Patlabor (Anime-Serie)
- 1988: Vampire Princess Miyu (Anime-OVA)
- 1989: Ranma ½ (Anime-Serie)
- 1990: Project A-ko (Anime-OVA)
- 1991: Burn Up! (Anime-OVA)
- 1992: Hime-chan's Ribbon (Anime-Serie)
- 1993: Tylor – The Irresponsible Captain (Anime-Serie)
- 1994: Blue Seed (Anime-Serie)
- 1995:  Ghost in the Shell (Anime-Film)
- 1996: Bakuretsu Hunter (Anime-Serie)
- 1997: Vampire Princess Miyu (Anime-Serie)
- 1998: Ringu (Realfilm)
- 1999: Ringu 2 (Realfilm)
- 2001: Avalon – Spiel um dein Leben (Realfilm)
- 2001: Unloved (Realfilm)
- 2002: Dark Water (Realfilm)
- 2002: Samouraïs (Realfilm)
- 2002: UFO Princess Walküre (Anime-Serie)
- 2003: Gunparade March (Anime-Serie)
- 2004: Ghost in the Shell 2: Innocence (Anime-Film)
- 2005: Rinne (Realfilm)
- 2005: Fate/stay night (Anime-Serie)
- 2005: Qi jian - Die sieben Schwerter (Realfilm)
- 2006: Death Note
- 2006: Higurashi no Naku Koro ni (Anime-Serie)
- 2006: Running Wild; Ya-soo; Wild Beast (Realfilm)
- 2007: Guardian of the Spirit (Anime-Serie)
- 2007: Higurashi no Naku Koro ni Kai (Anime-Serie)
- 2007: Kidō Senshi Gundam 00 (Anime-Serie)
- 2008: Higurashi no Naku Koro ni Rei (Anime-OVA)
- 2008: Kidō Senshi Gundam 00: Second Season (Anime-Serie)
- 2008: Ip Man (Realfilm)
- 2008: The Sky Crawlers (Anime-Film)
- 2008: Der Zweite Weltkrieg – Apokalypse der Moderne (Apocalypse, la 2e Guerre mondiale) (franz. Dokumentarserie)
- 2009: Higashi no Eden (Anime-Serie)
- 2009: Fate/stay night: Unlimited Blade Works (Anime-Film)
- 2010: Chatroom (Realfilm)
- 2011: Gantz (Realfilm)
- 2013: Detective Dee und der Fluch des Seeungeheuers (Realfilm)
- 2015: Ip Man 3 (Realfilm)
- 2016: Joker Game (Anime-Serie)
- 2016: Mob Psycho 100 (Anime-Serie)
- 2016: Servamp (Anime-Serie)
- 2017: Kamen Rider Build (Tokusatsu-Serie)
- 2018: Maquia – Eine unsterbliche Liebesgeschichte (Anime-Film)
- 2018: Detective Dee und die Legende der vier himmlischen Könige (Realfilm)
- 2019: Ip Man 4: The Finale (Realfilm)